# Oskar Friedmann
Oskar Friedmann (* 13. Juli 1872 in Wien; † 3. November 1929 ebenda) war ein Journalist und Schriftsteller. 

## Leben und Wirken
Der Bruder von Egon Friedell war vorgesehen, die väterliche Fabrik zu übernehmen und begann nach der Matura ein Studium an der Universität Wien. Die Künstlerlaufbahn eingeschlagen wirkte er zunächst als Schauspieler, Regisseur und Literat. Er stand in Verbindung mit Leopold Rosner. Nach Rosners Erkrankung – und möglicherweise mit dessen Konzession – gründete er im Herbst 1899  den Wiener Verlag, den er 1903 an Fritz Freund verkaufte. 
Zusammen mit Felix Fischer (1879–1944) gründete er das Intime Theater, dessen Direktor er zeitweilig war. 1910 heiratete er Camilla Frydan, mit der er mehrere Bühnenproduktionen schuf. Nach seiner Etablierung als Lustspielautor verfasste er, zum Teil mit Schwager Ludwig Herzer, Bela Jenbach und Fritz Lunzer, auch Operettenlibretti.

## Werke (Auswahl)
Libretti
- Gräfin Fifi. Operette in drei Akten. Drei-Masken-Verlag, Berlin 1913 (Musik von Albert Chantrier)[2]
- Das Zimmer der Pompadour. Operette in einem Akt. Robitschek, Wien 1915 (Musik von Edmund Eysler)
- Die goldene Tochter. Operette in drei Akten. Wien 1916 (Musik von Max Milian)
- Der Aushilfsgatte. Operette in drei Akten. Strache, Wien 1917 (Musik von Edmund Eysler)
- Der dunkle Schatz. Operette in drei Akten. Doblinger, Wien 1918 (Musik von Edmund Eysler)
- Drei auf einmal. Operette in drei Akten. Drei-Masken-Verlag, München 1923 (Musik von Edmund Eysler)
- Fürstin Tanagra. Komische Oper in drei Akten. Weinberger, Leipzig 1924 (Musik von Jacques Offenbach, bearb. von Carl Lafite)
- Faschingshochzeit. Operette in drei Akten. Haslinger, Wien 1921 (Musik von Johann Strauss)
- Die lustigen Ritter. Operette in drei Akten. Verlag André, Offenbach/Main 1910 (Musik von Friedrich von Thul)
- Die Siegerin. Drei Akte. 1922 (unvertont gebliebene Operette von Leo Fall)
- Die ideale Gattin. Wien 1913 (Musik von Franz Lehár)
- Manöverkinder. Wien 1912 (Musik von Carl Michael Ziehrer)
- Liebe auf den ersten Blick. Wien 1920 (Musik von Robert Rakowianu)
- Die große Trommel. Wien 1925 (Musik von Camilla Frydan)

Schauspiele
- Das Dreieck. Ein Stück in drei Akten. Langen, München 1905.
- Das Entführungs-Bureau. Schwank in drei Akten. Bloch, Berlin 1911.

Übersetzungen
- Henri Lastoc und Edmond Revelles: Drahtlose Telegraphie. Schwank in drei Akten. Schmiedel, Wien 1911.
- Charles Canon: Dreiviertelwelt. Fünf Kapitel aus der „Carrière eines Dämchens“. Knepler, Wien 1910.